# 長尾雅人
長尾 雅人（ながお がじん、1907年8月22日 - 2005年3月13日）は、日本の仏教学者・チベット学者。京都大学名誉教授。日本学士院会員。仏典に対する文献学的な研究を推し進め、また、チベット学の樹立に対しても貢献した。

## 経歴
1907年、宮城県仙台市生まれ。父雲龍は広島の寺院住職であった。
- 1931年3月 京都帝国大学文学部哲学科卒業
- 1937年3月 東方文化学院京都研究所所員（1938年4月、東方文化研究所に改組）
- 1949年4月 京都大学人文科学研究所助教授
- 1950年2月 京都大学文学部哲学科助教授（仏教学講座）
- 1951年3月 京都大学文学部哲学科教授（仏教学講座）
- 1956年4月 九州大学教授併任（1958年3月まで）
- 1965年9月 ウィスコンシン大学招聘教授（10月まで）
- 1967年4月 京都大学評議員（1969年3月まで）
- 1969年3月 京都大学文学部学部長（1970年3月まで）
- 1971年
  - 3月 京都大学退官
  - 4月 京都大学名誉教授、鉄鋼短期大学教授（1978年3月まで）
- 1976年 ブリティッシュコロンビア大学訪問教授
- 1980年 日本学士院会員

## 受賞・栄典
- 1959年：日本学士院賞を受賞。『居庸関』(共同研究)の業績による。
- 1978年：勲二等瑞宝章受章。
- 1979年：第13回仏教伝道文化賞を受賞。

## 業績・研究内容
- チベット語や梵語（サンスクリット）で書かれた仏典を原典の意味に忠実に訳すことを重視し、インドの大乗仏教における中心的な思想である中観および唯識の思想を研究した。
- また、チベットの宗教（チベット仏教学）および文化全般にわたる学問としての「チベット学」を樹立した。1958年より1959年には、京都大学インド仏跡調査隊の隊長として、日本初の本格的な仏教遺跡発掘の指揮を執った。
- 広く一般への普及にも尽力し、例えば中央公論社『大乗仏典』[1]＜インド編、中国・日本編＞や、岩波書店＜岩波講座東洋思想＞などの編集委員を務めている。

## 主な著作

### 単著
- 『蒙古喇嘛廟記』（高桐書店、1947年）。「蒙古ラマ廟記」 中公文庫、1987年（増補版）
- 『蒙古學問寺』（全國書房、1947年）。「蒙古学問寺」中公文庫、1992年
- 『西蔵佛教研究』（岩波書店、1954年）、復刊1974・78・86年
- 『中観と唯識』（岩波書店、1978年）、復刊1985・95年、オンデマンド版2013年
- 『摂大乗論 和訳と注解』（上・下、講談社「インド古典叢書」、1982-1987年）
- 『仏教の源流－インド』大阪書籍〈朝日カルチャーブックス〉、1984年、中公文庫（新版）、2001年。講話録
- 『「維摩経」を読む』岩波書店〈岩波セミナーブックス〉、1986年、岩波現代文庫（新版）、2014年。講話録

### 経典訳注
- 『般若部経典 金剛般若経 善勇猛般若経』、後者は戸崎宏正訳

〈大乗仏典1〉中央公論社 1973-76年、新版1980-81年／中公文庫 2001-2005年
- 『法華経 I 』松濤誠廉・丹治昭義共訳

〈大乗仏典4〉中央公論社、のち中公文庫
- 『維摩経 首楞厳三昧経』、後者は丹治昭義共訳

〈大乗仏典7〉中央公論社、のち中公文庫
- 別版『維摩経』（中公文庫 1973年、改版1983年）

- 『宝積部経典 迦葉品 護国尊者所問経 郁伽長者所問経』、桜部建 分担訳

〈大乗仏典9〉中央公論社、のち中公文庫
- 『世親論集 三性論 中辺分別論』、他は梶山雄一・荒牧典俊 分担訳

〈大乗仏典15〉中央公論社、のち中公文庫

### 回想
- 東方学会編 『東方学回想 Ⅷ　学問の思い出〈3〉』 刀水書房、2000年 - 座談会での回想を収録

## 論文
- CiNii>長尾雅人
- INBUDS>長尾雅人